# Kustradiostation

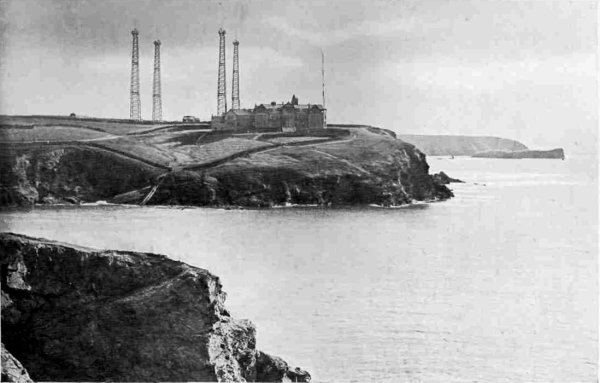
Kustradiostationen Poldhu i Cornwall ca 1910.

En kustradiostation är en radiostation på land avsedd för kommunikation med fartyg. För att förenkla terminologin räknas även kust-jordstation (eng coast earth station (CES)) som används för satellitkommunikation till fartyg, som kustradiostation enligt ITU.

## Inledning
Från början var kustradiostationerna främst avsedda att förmedla telegramtrafik mellan fartygsradiostationer och fasta telenätets landlinjer. Senare utvecklades även andra trafiktjänster beroende på behov, till exempel telefoni och radiotelex, och de blev även sjöräddningscentraler som övervakade nödfrekvenser och var direktlänk till läkare vid sjukdomsfall ombord.
Kustradiostationer finns för både civil och militär trafik. De civila kustradiostationerna finns dokumenterade i List of Coast Stations (List IV). Publikationen utges vartannat år av ITU. List of Coast stations innehåller både stationer öppna för allmän trafik mot betalning, samt övriga stationer i GMDSS som är nåbara via DSC.
Ytterligare en internationell publikation är GMDSS Master Plan, eller med sitt längre namn Master Plan of shore-based facilities for the Global Maritime Distress and Safety System. Denna publikation utges årligen av IMO, med syfte att ge information om landbaserade resurser i GMDSS.

## Historia

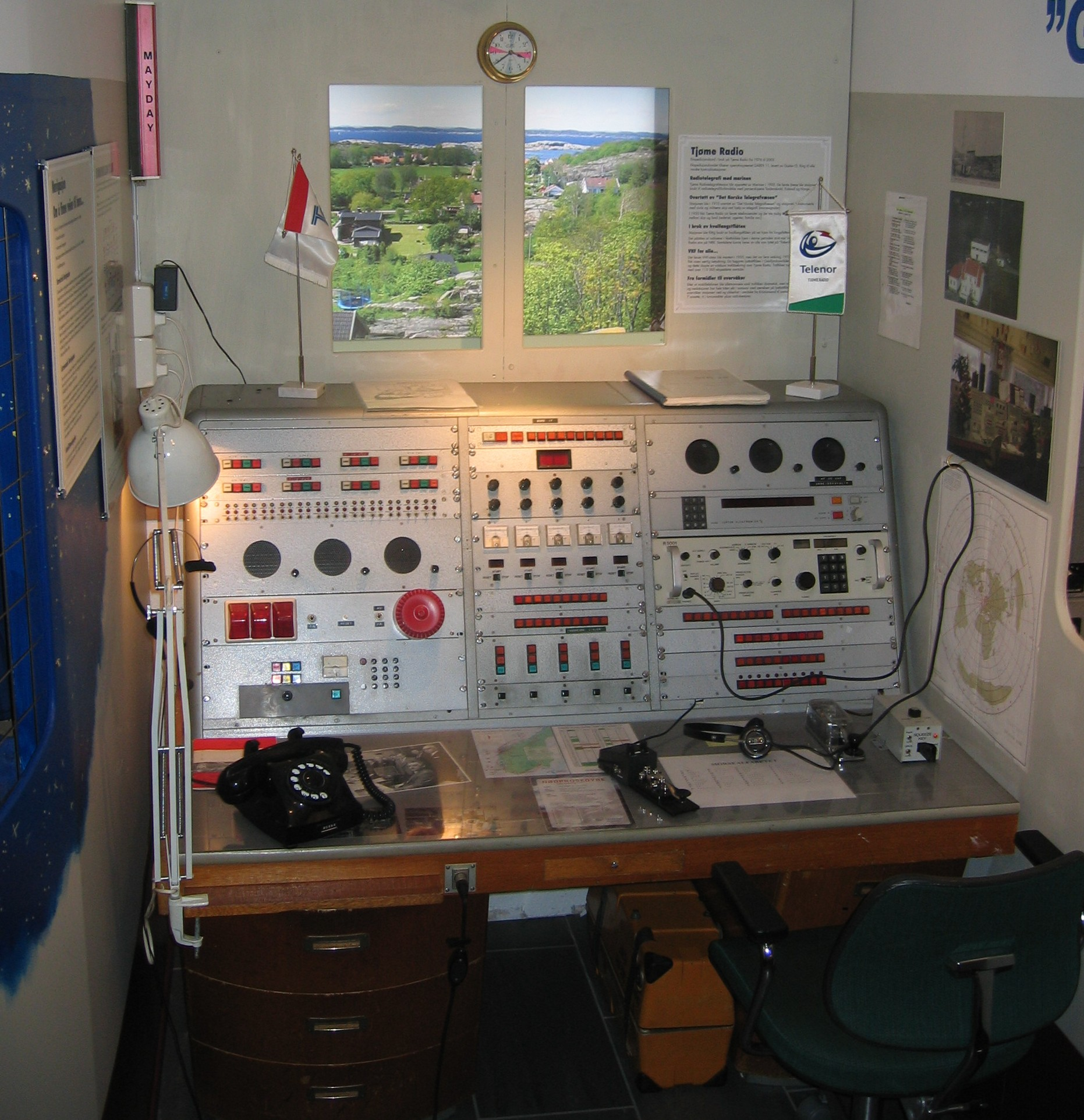
Operatörsplats på kustradiostationen Tjöme radio i Norge, nu på museum i Tønsberg.

- Den första kustradiostationen i världen inrättades av bolaget Marconi år 1897 i Needle Hotel på Isle of Wight.
- Den 3 mars 1899 påseglades det nyligen radioutrustade fyrskeppet East Goodwin, placerat på Englands sydöstra kust. Det följande telegrafi-nödanropet "HELP!" besvarades av en radiostation på fyren South Foreland varifrån hjälp sändes ut. Detta var första gången ett nödmeddelande uppfattades via radio från ett fartyg.[4]
- År 1900 byggdes jättestationen Poldhu nära staden Mullion i Cornwall.[5]
- Morsesignaler (bokstaven "s") från Poldhu uppfattades 12 december 1901 vid St. John's på New Foundland av Guglielmo Marconi, som den första trådlösa förbindelsen över Atlanten.[4]
- Den 18 januari 1903 sändes första telegrammet från USA till England, då president Theodore Roosevelt sände ett lyckönskningstelegram till kung Edvard VII via en kustradiostation i Wellfleet, Massachusetts med anropssignal CC (Cape Cod). Denna kustradiostation utvecklades senare till Chatham Massachusetts Radio/WCC, och blev en av de större stationerna på USA:s östkust. Motsvarande kustradiostation på USA:s västkust var San Francisco Radio/KPH.
- År 1903 hölls första internationella radiokonferensen i Berlin, bland annat för att hindra Marconibolagen från att få monopol på radioutrustning. Vid andra konferensen 1906 togs beslut om fritt utbyte av telegram mellan stationer av olika fabrikat, samt att nödsignal på telegrafi skall vara SOS.
- År 1904 betecknas som Marconisystemets första egentliga verksamhetsår. Då fanns ett 50-tal kustradiostationer längs Nordsjöns, Atlantens och Medelhavets kuster.[4]

Då olika länders mariner tidigt var intresserade av radiokommunikation, var de första kustradiostationerna ofta avsedda för antingen rent militär, eller en kombination av civil och militär radiotrafik.

Danmarks första kustradiostation, med anropssignal OXA, var belägen på örlogsbasen Holmen i centrala Köpenhamn och öppnade 1908 för civil och militär trafik. Norges första kustradiostation var Thoraas Signalstation på ön Tjøme, sedermera Tjøme radio med anropssignal LGT, upprättad av norska marinen 1905 och överlåten till norska Telegrafverket för civil trafik 1910.

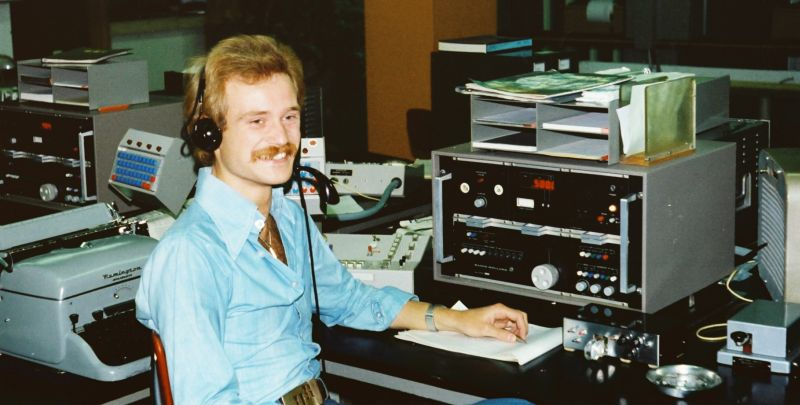
Operatörsplats för nöd- och anropsfrekvensen 500 kHz, på holländska kustradiostationen Scheveningen radio/PCH cirka 1970.

Redan från starten införde den kommersiella kustradion rutiner för betalning av tjänsterna. Varje fartyg hade avtal med sitt lands Teleförvaltning, och via dessa kunde kustradiostationerna få ersättning för sina tjänster. Teleförvaltningarna fakturerade sedan fartygens ägare dessa trafikkostnader. Systemet blev förebild till de roaming-avtal, som idag gäller mellan världens alla mobiltelefonoperatörer. Avgifterna för radiotelegram delades upp i tre delar: Fartygsavgift, kustavgift och trådavgift, och taxerades vid internationell trafik i Guldfranc och Centimes. Redarna hade rätt att slopa fartygsavgiften för telegram som avsändes från egna fartyg.

### Sverige
I Sverige togs de första kustradiostationerna i bruk 1903 som testanläggningar och var marinens radiostationer på Kungsholms fort i  Karlskrona, vid Oskar-Fredriksborg på Rindö, samt vid Fårösund. Planer fanns också på en radiostation i Strömstad för kommunikation med örlogsfartyg i Oslofjorden vid unionsupplösningen 1905, men de förverkligades inte.
    
Proven med kustradiostationer ansågs lyckade och marinen köpte in ett antal gnistsändare för placering runt Sveriges kuster.
 Den första permanenta stationen, Karlskrona radio, öppnade vid Karlskrona örlogsbas den 24 maj 1909 som svenska marinens första kustradiostation. Stationen, med anropssignalen SAA expedierade från 1910 även civil trafik. De övriga två experimentstationerna flyttades också, och permanentades som Vaxholm radio och Tingstäde radio. I Göteborg började försökssändningar vid en gemensam militär-kommersiell kustradiostation vid Oscar II:s Fort år 1908, men flyttades på grund av jordningsproblem till den så kallade "Gnistängen" vid Nya Varvet redan 1910. Den 18 september 1911 öppnades stationen under namnet "Göteborgs gnisttelegrafstation" för trafik med allmän korrespondens till fartyg.
År 1912 öppnades Trelleborg radio, ägd av Statens Järnvägar, för kommersiell trafik till järnvägsfärjorna på linjen Trelleborg - Sassnitz.
Den 14 december 1914 öppnade Telegrafverket tillsammans med Marinen den första radiostationen för sjöfart i Stockholms närhet. Den låg i Vaxholm och hette Vaxholm radio/SAF. Den första januari 1937 flyttade den civila verksamheten till Stavsnäs, och bytte då namn till Stavsnäs radio med anropssignalen SDJ. Mottagarstationen var inhyst i snickare Blomqvists villa i Stavsnäs by och sändarstationen låg på norra udden på Hölö på Fågelbrolandet i Värmdö. Tjänsterna på Stavsnäs radio var då telegrafi på långvåg och gränsvågstelefoni. Året därpå påbörjades prov med VHF-trafik till Gotlandsbåtarna. Under krigsåren var trafiken mycket begränsad och skedde huvudsakligen med Gotlandsbåtarna och isbrytare, men även en del trafik på långvåg till lejdbåtar på Atlanten förekom.
Som alla större kustradiostationer fungerade Stavsnäs radio/Stockholm Radio även som sjöräddningscentral från 1947 och fram till GMDSS införande, inom det geografiska täckningsområdet för sina VHF-kanaler.
I november 1949 invigdes den nya mottagarstationen på Klobbudden, någon kilometer nordost om Stavsnäs by. 
År 1953 anslöts stationen till telexnätet. Den 1 januari 1960 bytte stationen namn till Stockholm Radio. 1963 installerades den första permanenta kanalen för VHF-telefoni. År 1973 övertogs sändar- och mottagarstationerna på sydkusten från Malmö radio som samtidigt lades ner. På samma sätt övertogs även telefonitrafiken från Blekinge radio.
Efter ombyggnad av stationen i början på 1970-talet fördes olika diskussioner om förändringar. Alltifrån nedläggning och överflyttning till Göteborg radio, till flyttande av stationen närmare Stockholm.
Flyttning av stationen till Årstadal genomfördes 1980 och i slutet av året övertog Stockholm Radio Televerkets flygradiotjänster från mottagarstationen i Enköping och sändarstationen i Karlsborg.
I samband med förberedelserna för införandet av säkerhetssystemet GMDSS 1999 minskade behovet av kustradiostationer och Stockholm Radio övertog trafiken från Härnösand radio den 31 mars 1993. År 1994 flyttade Stockholm Radio till nya lokaler i Nacka Strand. Samma år den 1 december övertogs passning av kortvågstelefoni från Göteborg radio, och den 20 december 1994 även gränsvågstelefoni och långvågstelegrafi. Stockholm Radio blev därmed den enda kvarvarande civila svenska kustradiostationen.

## Nutida användning av civila kustradiostationer
Med kustradiostationer kan man dels mena radiostationer upprätthållna för allmän trafik, dels varje radiostation på land som är avsedd att kommunicera med fartyg. De förra kan mot betalning koppla telefonsamtal till och från fartyg, skicka ut sjöfartsinformation och -varningar, ta emot nödmeddelanden och hantera nödtrafik. Med fjärrstyrda sändare och mottagare har de god täckning längs hela kusten. Till de senare hör till exempel lotsars och olika hamnars radiostationer på land.
Övergången till det huvudsakligen satellitbaserade kommunikations- och sjösäkerhetssystemet GMDSS den 1 februari 1999 har inneburit att kontinuerlig manuell passning av telefoni-nödfrekvenser inte längre är obligatorisk på fartyg över 300 BRT, däremot bör det ändå ske när det är praktiskt genomförbart på alla fartyg till sjöss. För samma fartygsstorlek (över 300 BRT), finns obligatoriskt krav på utrustning för DSC (Digital Selective Calling). Rekommendationen från myndigheter är att komplettera VHF-utrustningen med DSC även på mindre fartyg. Kommunikation med morsekod på långvåg (VLF) är sedan 1999 helt överflödigt.
Utvecklingen med Inmarsat-satellitkommunikation har i sin tur inneburit att det bara finns enstaka kustradiostationer kvar för civil trafik på kortvåg (HF). Den för närvarande (vintern 2011) sista radiostationen i norra Europa som erbjöd telefonisamtal via kortvåg, Lyngby radio i Danmark, upphörde med denna tjänst den 1 oktober 2009 
De kustradiostationer som finns kvar efter införandet av GMDSS år 1999 hanterar det marina VHF- och MF-radionätet, det vill säga det nät av radiosändare längs kusten som gör det möjligt att kommunicera med enskilda fartyg, sända ut sjörapporter, varningar och annan information (eng. Maritime Safety Information, MSI), eller förmedla samtal till och från telefonnätet.
I Sverige finns den kommersiella kustradiostationen Stockholm radio för dessa uppgifter, medan de i Finland sköts av statliga Turku Radio. I Norge finns fem VHF- och MF-kustradiostationer, samt dessutom en kust-jordstation (CES) i Eik sydost om Stavanger för satellitkommunikation med fartyg, medan Danmark har Lyngby radio som kvarvarande kustradiostation för VHF- och MF-tjänster.
För passning av nödfrekvenser gäller:
- 500 kHz telegrafi. Frekvensen är överflödig, och passning har upphört i och med införande av GMDSS den 1 februari 1999.
- 2182 kHz MF-telefoni. Passning sker frivilligt på fartyg över 300 BRT i area A2 efter införandet av GMDSS. Däremot krav på passning av MF 2187,5 kHz (DSC), och passning sker på DSC från kustradiostation.
- VHF kanal 16 (156,8 MHz) telefoni (frekvensmodulering). Kravet på ständig passning från kustradiostation i area A1 (kustnära) upphörde i samband med införandet av GMDSS år 1999, men med rekommendation att fortsätta passning till 2005.[15] Många länder, inklusive Sverige och övriga nordiska länder, fortsätter ändå att lyssna på kanal 16.[16] Flera länders kustradiostationer har däremot upphört med kontinuerlig passning av kanal 16 efter år 2005, till exempel i Storbritannien. Frekvensen bör avlyssnas frivilligt på fartyg över 300 BRT,[12] men i stället finns då obligatoriskt krav på kontinuerlig passning av VHF kanal 70 (DSC), vilken också passas obligatoriskt av alla kustradiostationer, MRCC och JRCC.

## Nutida användning av militära kustradiostationer

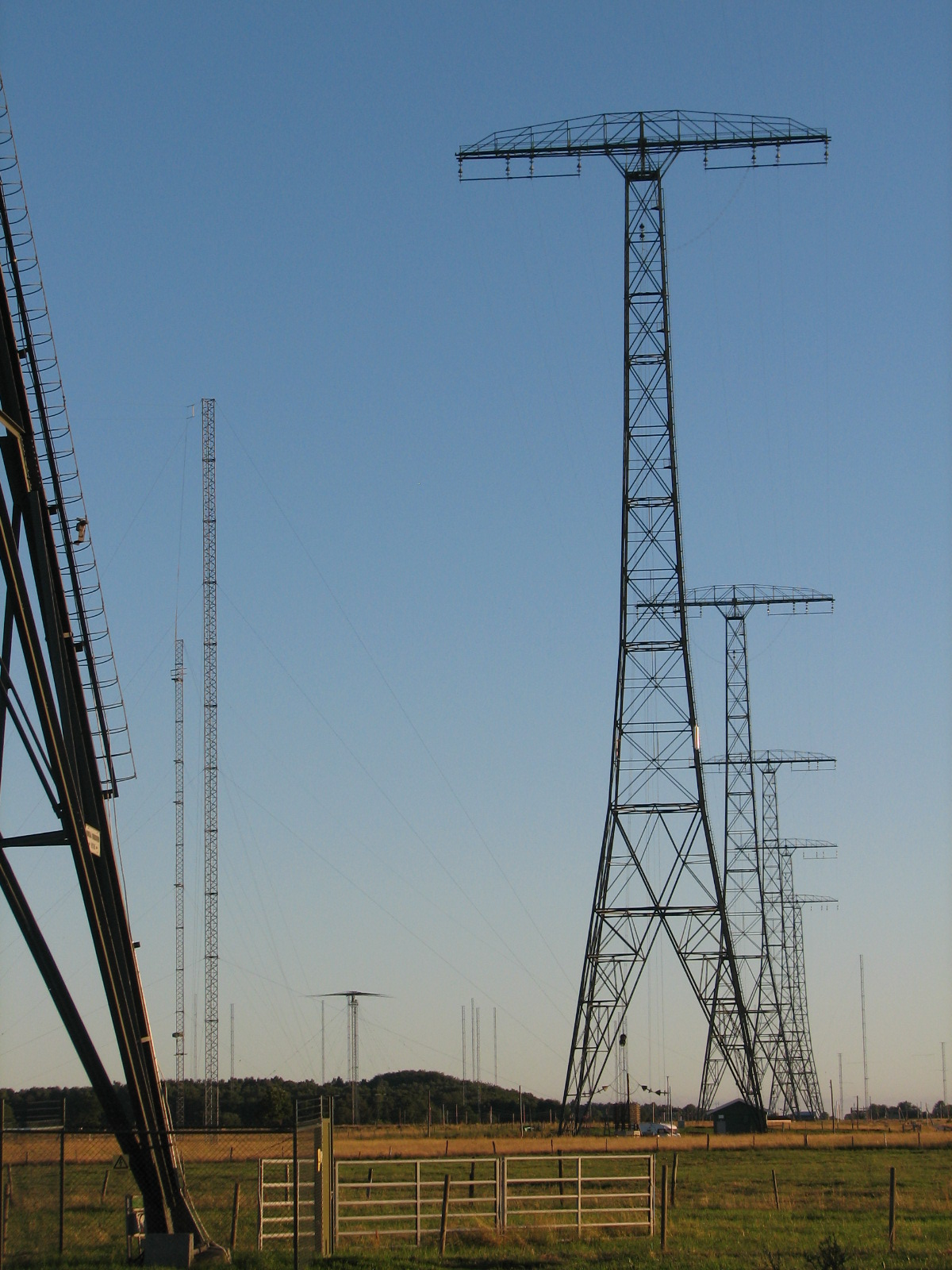
Långvågsmasterna vid radiostationen i Grimeton utanför Varberg

### Marinens Radio i Sverige (MaRa)
Efter önskemål om att koncentrera driften av de svenska marina kustradiostationerna skapades en ny organisation, Marinens Radio (MaRa), som officiellt började sin verksamhet 15 april 2002. Efter ombyggnader invigdes nya anläggningar hos Hårsfjärden radio på Muskö 14 april 2003, och hos Karlskrona radio den 28 oktober 2004. Från dessa platser kan man i ett radionätverk stödja marina förband nationellt och internationellt med kortvåg-, långvåg- och UK-kommunikation.
MaRa ingår i Sjöinfobataljonen vid Marinbasen, och lyder vid insatser direkt under Marinens taktiska stab (MTS).

År 2007 deltog Marinens Radio i övningen Northern Coast då ett radionät upprättades från Sverige med militära radiostationer i Glucksburg och Århus. MaRa har också gett stöd till de internationella marina insatserna ME01 och ME02. På ubåtssidan har långvågskommunikationen anpassats till NATO-standard, och som sista nyttjare av telegrafi i försvaret har ubåtssambandet lämnat denna teknik sedan oktober 2008 till förmån för vågformen minimum-shift keying (MSK).

Förberedelser pågår[när?] för en övergång till ett försvarsmaktsgemensamt kortvågs-kommunikationssystem, HF 2000, samt en omlokalisering av MaRa till en ny, ännu inte fastställd plats tillsammans med Flygvapnet. Samtidigt pågår utveckling av en rörlig MaRa, det vill säga radiostationer uppbyggda med container-moduler.

## Finska kustradiostationer
Myndigheterna i Finland upprätthåller två kustradiostationsnät som täcker hela kustområdet. Näten består av fjärrstyrda basstationer och bemannade vakthållningsenheter. Nödkanalen 16 och DSC-kanalen 70 passas dygnet runt, liksom vissa arbetskanaler.
- Gränsbevakningsväsendets nödradionät innefattar sjöräddningens ledningscentraler
  - MRCC Åbo
  - MRSC Helsingfors
  - MRSC Vasa
- Sjöfartsmyndighetens säkerhetsradionät
  - Turku Radio / OFK (bl.a. varningar, väderleksinformation och andra regelbundna meddelanden; tidigare förmedlades telefonsamtal)
  - VTS-centralerna (VTS för Saimen-området förmedlar också nödmeddelanden)

Dessutom har ett antal myndigheter (lotsverket, sjöbevakningen, tullen, försvaret) och privata aktörer (hamnar) egna kustradiostationer.
Historiska nedlaga kustradiostationer
- Hanko Radio / OHD, OFI
- Helsinki Radio / OFA, OFJ, OHC, OHG, OHG2
- Kotka Radio / OHF, OFU, OFL
- Mariehamn Radio / OHM, OFH
- Vaasa Radio / OHX, OFW

## Svenska kustradiostationer
- Göteborg radio/GSG/SAB/SAG
- Stockholmradio/SDJ
- Trelleborg radio/SAC
- Vaxholm radio/SAF
- Malmö radio
- Härnösand radio/SAH
- Boden radio/SAI
- Luleå radio/SDF

### Fast radio
Radiostationer som ursprungligen driftsattes för att sända eller ta emot meddelanden från andra länders motsvarande radiostationer på land.
- Enköping radio
- Karlsborg radio/SAJ/SAW
- Kungsbacka radio/SAK
- Varberg radio/Grimeton radio/SAQ

### Militära Kustradiostationer
- Karlskrona radio/IBZ/GK/GSK/SAA
- Skeppsholmen radio/SAD
- Hårsfjärden radio/HIA/SHT
- Rådmansö radio/SAD
- Älvsborg radio/GUF/SHY
- Roslagen radio/ZGX/SHA
- Tingstäde radio/SAE
- Ruda radio/SHR
- Ångermanland radio/CAD

## Svenska anropssignaler tilldelade i enlighet med London International Radiotelegraphic Convention 1912
- SAA för Karlskrona radio
- SAB för Göteborg Radio
- SAC för Trelleborg radio
- SAD för Skeppsholmen radio/Rådmansö radio
- SAE för Tingstäde radio
- SAF för Vaxholm radio
- SAG för Göteborgs Kustradiostation
- SAH för Härnösand radio
- SAI för Boden radio
- SAJ för Karlsborg radio
- SAK för Kungsbacka radio
- SAL för Bohuslän radio

---
- SAQ för Varberg Radio/Grimeton radio

---
- SAW för Karlsborg radio